# Habitatge al carrer Manlleu, 46 (Vic)
L'Habitatge al carrer Manlleu, 46 és una obra de Vic (Osona) inclosa a l'Inventari del Patrimoni Arquitectònic de Catalunya.

## Descripció
Edifici civil. Casa entre mitgera. Consta de PB dos pisos i golfes, cobertes a dues vessants amb teula aràbiga. A la planta presenta tres portals d'arc rebaixat formats per dovelles, dos destinades a establiments comercials i un a porteria. El primer pis és marcat inferiorment per una imposta i s'hi obren tres balcons amb baranes de ferro i emmarcats en pedra. Al damunt hi ha una cornisa molt ben treballada que podia haver format part de la decoració de la barbacana de l'edifici. Al 2n hi ha quatre finestres rectangulars i a les golfes hi ha petites obertures, el ràfec presenta un voladís força ampli amb els colls de biga de fusta. L'estat de conservació es bo, ja que ha estat restaurat recentment.

## Història
Edifici que havia estat unit a la casa de Maria Orri avui enderrocada.
Està situat a l'antic camí itinerant que comunicava la ciutat amb el sector nord, va començar a créixer al S.XII, al XIII anà creixent com a raval.
Al llarg dels segles s'hi van construir diversos edificis religiosos: l'edifici gòtic de Santa Clara nova i també els Carmelitans. Al S.XVII passà a formar part de l'eixampla barroca que al S.XVIII es va estendre pel barri de Santa Eulàlia i al S.XIX amb la construcció d'edificis a l'horta d'en Xandri fins al C/ DE Gurb.